# حكومة فارس الخوري الثالثة
الحكومة السورية التي تشكلت في 26 أغسطس 1945، هي الحكومة الثانية والثلاثين في تاريخ سوريا الحديث، والسابعة عشر في عهد الجمهورية السورية الأولى والرابعة في عهد شكري القوتلي. تفجرت الخلافات بين أركان الكتلة الوطنية، ما دفع لاستقالتها بعد شهر من تأسيسها.

## تشكيلة الحكومة
| الوزير        | الوزارة                     |
| ------------- | --------------------------- |
| فارس الخوري   | رئيس الوزراء                |
| لطفي الحفار   | وزير الداخلية               |
| خالد العظم    | وزير الدفاع، وزير المالية   |
| صبري العسلي   | وزير العدل                  |
| أحمد شراباتي  | وزير المعارف، وزير الاقتصاد |
| حكمت الحكيم   | وزير الأشغال العامة         |
| حسن جبارة     | وزير الإعاشة والتموين       |
| ميخائيل إليان | وزير الخارجية               |

| الترتيب | المنصب           | الصورة | شاغل المنصب    | الحزب          | الحزب | في المنصب من        | في المنصب حتى | ملاحظات |
| ------- | ---------------- | ------ | -------------- | -------------- | ----- | ------------------- | ------------- | ------- |
| –       | رئيس الوزراء     |        | فارس الخوري    | الكتلة الوطنية |       | 14 تشرين الأول 1944 | 30 أيلول 1945 |         |
|         | الداخلية         |        | لطفي الحفار    |                |       |                     |               |         |
|         | الدفاع الوطني    |        | خالد العظم     |                |       |                     |               |         |
|         | المالية          |        | خالد العظم     |                |       |                     |               |         |
|         | العدلية          |        | صبري العسلي    |                |       |                     |               |         |
|         | المعارف          |        | أحمد الشراباتي | الكتلة الوطنية |       |                     |               |         |
|         | الاقتصاد الوطني  |        | أحمد الشراباتي | الكتلة الوطنية |       |                     |               |         |
|         | الأشغال العامة   |        | حكمت الحكيم    |                |       |                     |               |         |
|         | الإعاشة والتموين |        | حسن جبارة      |                |       |                     |               |         |
|         | الخارجية         |        | ميخائيل اليان  |                |       |                     |               |         |

## الملاحظات
1. ↑  فراغ الحقل لا يعني بالضرورة أن شاغل المنصب مستقل سياسياً أو غير حزبي، ولكن بسبب عدم توفر المعلومات أو المصادر.